# Oxyothespis meridionalis
Oxyothespis meridionalis är en bönsyrseart som beskrevs av Johann Heinrich Kaltenbach 1996. Oxyothespis meridionalis ingår i släktet Oxyothespis och familjen Mantidae. Inga underarter finns listade i Catalogue of Life.